# Jessica de Abreu
Jessica De Abreu là người mẫu và chủ nhân cuộc thi sắc đẹp của Venezuela. Cô đại diện cho bang Apure trong cuộc thi Hoa hậu Venezuela năm 2007.